# Mamoudou Boulléré Diallo
Pour les articles homonymes, voir Diallo.
Mamoudou Boulléré Diallo, né le 10 novembre 1992 à Sangarédi dans la région de Boké, il est journaliste reporter au groupe Hadafos Medias,.
Fondateur et Administrateur Général du site d'informations générales leguideinfo.net
Depuis le 20 mai 2025, il est collaborateur du nouveau média thématique khessatv.net, spécialisé dans les questions agricoles porté par le Club d'Agriculture.
Responsable des sections des journaux en langues du groupe Hadafo Médias depuis aout 2023.

## Biographie et études

### Études primaires
De 1999 à 2005, il fréquente l'école primaire de Boulléré, le collège Silidara (Sangarédi) de 2006 à 2009 puis le lycée UNESCO de Sangarédi de 2009 à 2013.

### Études supérieures
Après son baccalauréat, il fréquente l'Université internationale Cheick Modibo Diarra de Conakry, où il obtient son diplôme en journalisme en 2016.

## Parcours professionnel
Mamoudou Boulléré Diallo, bénéficie d’un stage de formation pratique au quotidien privé guinéen Le Journal la République et City FM de juillet 2015 à septembre 2016.
De 10 octobre 2016 au 3 juillet 2018, il travaille à l’Assemblée nationale de Guinée au service de la radio parlementaire La Voix du Parlementaire 107.5 fm cumulativement avec le site économique Guinée-Eco.Info et d’autres sites d’informations.
Administrateur général du site AFCLGUINEE.ORG de l’académie football club de Lambanyi.
Il rejoint le groupe Hadafo  Médias (Espace fm et Tv), le 16 juillet 2018 en tant que journaliste reporteur en français et en poular puis  Kalac Radio.

## Vie privée
Depuis le 6 octobre 2019, il est marié à Fatoumata Lamarana Bah et père de deux filles, Aissatou depuis le 5 septembre 2020 et Djénaba Djoulédé Diallo, 19 novembre 2022.